# Monyane Moleleki
Monyane Moleleki (* 5. Januar 1951) ist ein Politiker und Journalist aus Lesotho. Er gehört der Alliance of Democrats (AD) an. 

## Leben

### Studien und berufliche Laufbahn
Moleleki war nach dem Schulbesuch und einem Studium zwischen 1972 und 1973 als Rektor und Sportlehrer der St. Thomas Secondary School in Mafeteng tätig und absolvierte daneben mit Unterstützung der britischen Thompson Foundation ein Studium im Fach Journalismus, das er 1973 mit einem Diplom abschloss.
Anschließend nahm er eine Tätigkeit als Journalist aus und war bis 1974 Reporter und Vize-Redakteur der Tageszeitung The Echo. Zugleich war er 1973 Mitbegründer der Matela Multi-Purpose Co-Operative, und zugleich bis 1975 deren erster Präsident. Zeitgleich besuchte er einen Kurs für Radiojournalismus bei der Commonwealth Broadcasting Association in Tansania und beendete diesen 1974 mit einem weiteren Diplom. Nach seiner Rückkehr nach Lesotho wurde er 1974 Nachrichtensprecher, Reporter und Vize-Redakteur bei Radio Lesotho.
Zwischen 1977 und 1982 absolvierte Moleleki weitere Studien in den Fächern Massenmedien sowie Drucktechnologie an der Lomonossow-Universität in Moskau und schloss diese mit einem Diplom ab. 1982 schloss er darüber hinaus einen Kurs im Fach Fernseh- und Radiobildung an der Witwatersrand-Universität in Johannesburg mit einem Zertifikat ab.
Anschließend war er zwischen 1983 und 1987 als Dozent in der Medienabteilung der National University of Lesotho tätig sowie von 1984 bis 1991 als Generalsekretär des Komitees des Matlama FC, einem der führenden Fußballvereine Lesothos und mehrmaliger Meister der dortigen Premier League. Daneben war er zwischen 1984 und 1991 auch Mitglied des städtischen Ausschusses für die Verschönerung der Hauptstadt Maseru.
Darüber hinaus war Moleleki von 1985 bis 1986 kommissarischer Verwaltungschef des universitätseigenen Institute for Extra-Mural Studies sowie zwischen 1988 und 1991 Leiter der Öffentlichkeitsarbeit der Entwicklungsbehörde für das Hochland Lesothos (Lesotho Highlands Development Authority), die unter anderem für das Lesotho Highlands Water Project zuständig ist.

### Abgeordneter und Minister
Seine politische Laufbahn begann er in der Basutoland Congress Party (BCP), für die er 1993 erstmals zum Mitglied der Nationalversammlung gewählt wurde und dort bis 1998 den Wahlkreis Senqunyane vertrat.
1996 berief ihn Premierminister Ntsu Mokhehle zum Minister für Information und Rundfunk in dessen zweites Kabinett, dem er bis Mai 1998 angehörte. 1996 wurde Moleleki auch Vize-Generalsekretär der BCP und wurde bei der Parlamentswahl 1998 wieder zum Mitglied der Nationalversammlung gewählt, wobei er seither den Wahlkreis Machache vertritt.
Im Mai 1998 berief ihn Mokhehles Nachfolger als Premierminister, Bethuel Pakalitha Mosisili, zum Minister für natürliche Ressourcen in dessen Kabinett. Er behielt dieses Ministeramt bis 2004. Anschließend wurde er 2004 im Rahmen einer Kabinettsumbildung als Nachfolger von Mohlabi Tsekoa zum Minister für auswärtige Angelegenheiten und internationale Beziehungen in das zweite Kabinett Mosisilis berufen und bekleidete diese Funktion bis 2007. 2007 wechselte er zum Lesotho Congress for Democracy, der nunmehr führenden Partei Lesothos unter dem Vorsitz Mosisilis.
2007 wurde Moleleki bei einer erneuten Regierungsumbildung wieder Minister für natürliche Ressourcen in der Regierung Mosisilis, während Mohlabi Tsekoa abermals sein Nachfolger als Außenminister wurde. Das Ministeramt bekleidete er bis zum Amtsantritt des neuen Premierministers Tom Thabane (All Basotho Convention, ABC) im Juni 2012. Zuvor war er mit Mosisili in den neugegründeten Democratic Congress (DC) gewechselt.
Ab 2015 gehörte er dem Kabinett Mosisili IV als Minister für Polizei und öffentliche Sicherheit (Police and Public Safety) an. 2016 wurde er Anführer des innerparteilichen Flügels lirurubele („Schmetterlinge“), der sich gegen Mosisili wandte. Bei einer Regierungsumbildung im November 2016 wurde er zum Minister in the Prime Minister’s Office ernannt. Kurz darauf kündigte er an, dass der lirurubele-Flügel Fraktion und Kabinett verlassen werde. Er selbst und mehrere Minister legten daraufhin ihre Ämter nieder; am 24. November kündigten er und Thabane die Bildung einer „Einheitsregierung“ ohne Mosisili an. Anfang Dezember 2016 gründete Moleleki die Alliance of Democrats. Am 1. März 2017 verlor Mosisilis Regierung ein Misstrauensvotum.
Nach den Wahlen 2017, bei denen die AD neun der 120 Mandate gewann (darunter Moleleki mit einem Direktmandat), wurde die AD Koalitionspartner der ABC; Moleleki wurde stellvertretender Premierminister und erhielt im Kabinett Thabane II das Ressort für parlamentarische Angelegenheiten. Am 19. Mai 2020 wurde Thabane durch eine neue Koalition unter Ausschluss der AD abgelöst, so dass Moleleki seinen Kabinettsposten verlor.